# Leopold Freund
Leopold Freund, född 5 april 1868, död 7 januari 1943, var en österrikisk radiolog och röntgenolog.
Freund blev medicine doktor 1904 och professor i Wien 1915. Han arbetade främst med röntgen- och radiumbehandling vid parasitära hårsjukdomar och bentuberkulos.